# Штубайские Альпы
Штубайские Альпы ( Stubaier Alpen) — горный хребет в Центральных Восточных Альпах. Расположен к юго-западу от Иннсбрука, Австрия, через несколько вершин хребта проходит граница с Италией. Высшая точка хребта — Цуккерхютль (Zuckerhütl), 3507 м. Хребет получил своё название от долины Штубайталь, которая расположена в северо-восточней части Штубайских Альпах.
C севера хребет ограничен долиной реки Инн, с юга — притоками рек Пассирио и Изарко, с запада — долиной Эцталь и перевалом Тиммельсйох (который является границей с хребтом Эцтальские Альпы), а с востока — рекой Силл и перевалом Бреннер (граница с хребтом Циллертальские Альпы).